# Pure Food and Drug Act
Le Pure Food and Drug Act, aussi appelé Wiley Act, est une importante loi fédérale américaine votée en 1906 et dont l'objectif est notamment : « empêcher la production, la vente et le transport de nourriture, de marchandises ou alcools dénaturés ou portant un étiquetage mensonger ». Elle prévoit la mise en place de contrôles par le ministère de l'agriculture. Le Pure Food and Drug Act est une des premières grandes lois de protection des consommateurs. Elle a été amendée en 1913 et remplacée en 1938 par le Federal Food, Drug and Cosmetic Act.